# Minas da Caveira
As Minas da Caveira são um local perto de Canal Caveira onde existiu actividade mineira, que data de há mais de 2000 anos. São minas abandonadas na 'Serra da Caveira' que faz parte da Serra de Grândola no Município de Grândola, Alentejo / Portugal. Foram exploradas pelos romanos, que extraíram ouro, cobre e prata, tendo posteriormente sido exploradas em várias ocasiões, até serem definitivamente encerradas na década de 1970. As Minas da Caveira pertencem a uma das quatro explorações mineiras portuguesas desativadas na faixa pirítica do sul da Península Ibérica. Prata, Pirita, Cobre e Ouro foram os materiais extraídos nessas minas, mas outros também foram obtidos: copiapit, calcopirita, goethita, vitríolo de ferro, quartzo, galena e esfalerita. Como consequência das explorações, a área da mina ficou gravemente poluída como arsénio e outras substâncias nocivas.

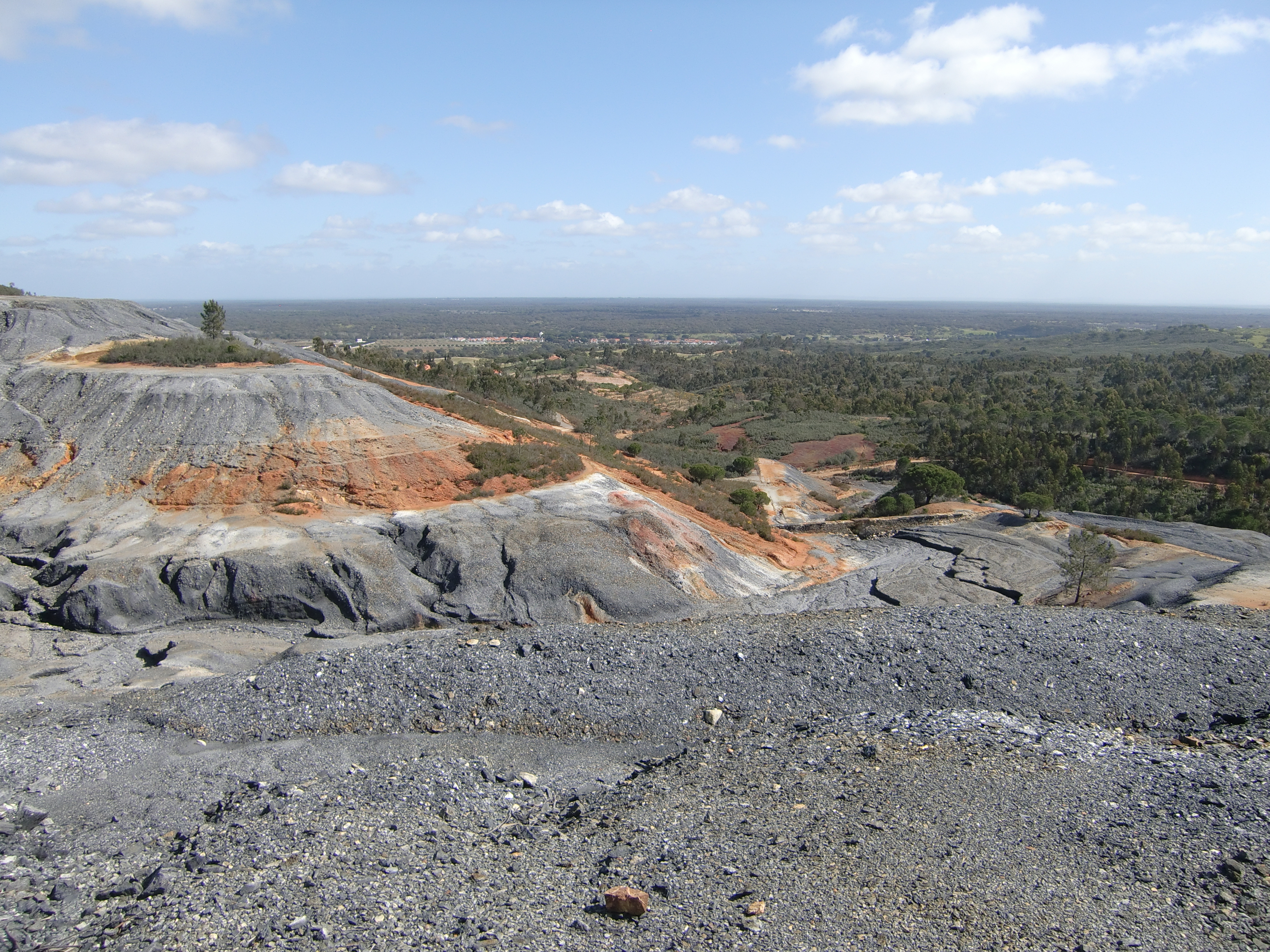
Escombreira das Minas da Caveira

## História

### Antecedentes

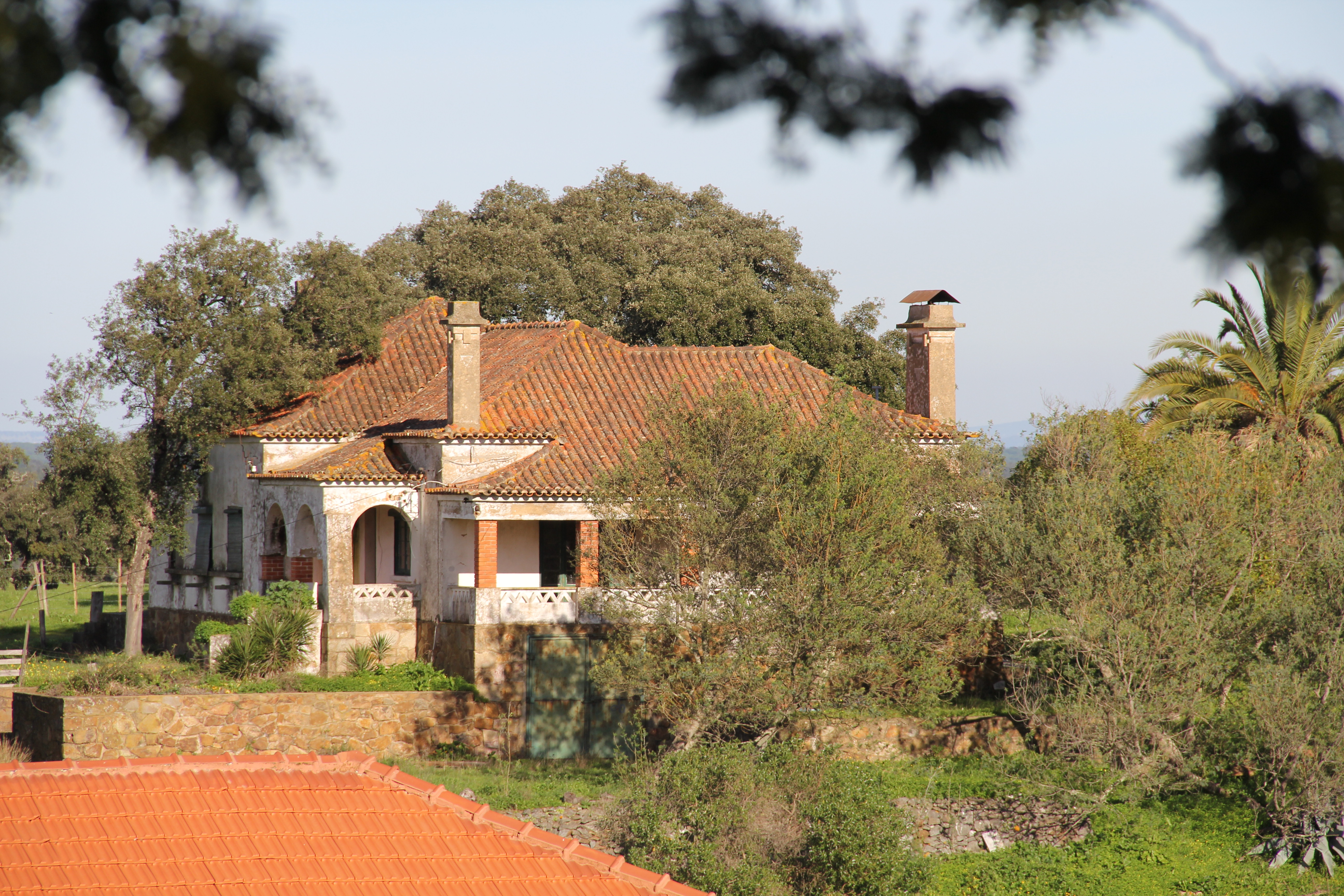
Villa Mastim - Casa do engenheiro das Minas da Caveira

De acordo com os vestígios arqueológicos, as explorações mineiras na Serra da Caveira foram iniciadas ainda durante a pré-história. No entanto, só atingiram um nível significativo durante o período romano, quando extraíam principalmente prata, obtendo-se também cobre e ouro. O investigador José Leite de Vasconcelos esteve no local entre 1905 e 1906, como parte das suas pesquisas arqueológicas na região alentejana, tendo descrito as minas da Caveira na revista O Arqueólogo Português, em 1914: "Ergue-se a Serra da Càveira [sic] a seis quilómetros de distância, no rumo de sudeste, da vila de Grândola. Há aí importantes jazigos de cobre, começados a explorar em 1855, e a respeito dos quais se lê o seguinte no Catálogo da secção de minas, da Exposição Nacional de 1888: [...] «Os romanos não deixaram intactos estes jazigos, o que é provado por uma quantidade inumerável de poços e por imensos escoriais avaliados em 300.000 toneladas… Na mina da Caveira, além de numerosos poços, descobriram-se três galerias de esgôto dos labores romanos, tendo uma delas cerca de 1 quilómetro de extensão. Para encontrar as bocas destas galerias foi necessário abrir extensos cortes na toba que se tinha formado, um dos quais apresenta um comprimento de 220 metros». À prova do domínio romano nestas paragens dada pelos escoriais e galerias da mina deve juntar-se a dos objectos arqueológicos que aí aparecem com frequência. O Museu Etnológico possue vários deles, uns oferecidos pelo Sr. C. Harris, por intermédio do Dr. Manuel Mateus, outros oferecidos directamente por êste senhor. [...] Quando num local aparecem vestígios do passado, revelados em edificações mais ou menos grandiosas, as explorações mineiras, em louças, etc., o povo, que anda sempre cobiçoso de dinheiro, e se impressiona ou com a quantidade d'esses vestígios, ou com o seu aspecto estranho, vê em tudo anúncios de riquezas oculas [sic] ou misteriosas, cuja posse atribui frequentemente aos Mouros, e fórma às vezes, a tal respeito, uns como roteiros poéticos, que passam de bôca em bôca. [...] Assim sucede em Grândola, onde se diz que Entre a Cáveira e os Canais deixaram os Mouros seus cabedais." Segundo Leite de Vasconcelos, a Cáveira identificava tanto a serra como a mina em si, enquanto que os Canais referiam-se às herdades do Canal de Cima e Canal de Baixo, ambos situados no concelho de Grândola. Num artigo publicado em 1901 na revista Brasil - Portugal, Júlio Palmeirim refere que «esta serra foi, no tempo dos romanos, minada em grande parte (por tal motivo se chama dos Algares. Viterbo diz-nos que algar significa concavidade subterranea) havendo razões para crêr que pararam os trabalhos pela queda do Império Romano.» Acrescentou igualmente que «no reinado de D. João V, sendo a mina inspeccionada, por peritos, foi encontrada grande quantidade de poços dos tempos dos romanos e extensas galerias, que, em 1861, já se achavam desentulhadas, verificando-se que em tempos remotos, fôra extrahida grande quantidade de prata».
O espólio arqueológico encontrado na área das minas da Caveira inclui peças em ferro, partes de colunas, vidros, moedas, lucernas e fragmentos de cerâmica.

### Séculos XVII a XX
A actividade de tipo familiar ou comunitário caracterizou a vida destas minas no período moderno. A exploração, mais ou menos continuada, durante o século XVII por Francisco Varão, que «descobriu certos tesouros no lugar do canal, termo de Grândola» (Alvará de 22 de Maio de 1624), foi continuada pelos seus descendentes. Júlio Palmeirim também menciona que a mina foi concedida a Francisco Varão, embora aponte a data de 1623 como o início da concessão, e que as minas foram alvo de trabalhos por peritos durante o reinado de D. João V.
Em 1855, Nicolau Biava, um mineiro espanhol, registou a mina da Serra da Caveira, identificada «a partir de vestigios superficiais de pirite de ferro cobriço»; ele encontrou «poços antigos e silos e muitas escórias nos vales que fazem supor que antigamente o jazigo foi grandemente explorado». Os direitos do registo foram posteriormente transferidos para Deligny que obteria a concessão da mina em 1863 continuando com a sua exploração. Em 1880, um incêndio foi iniciado pela combustão espontânea do filão principal das piritas tendo uma duração de 3 anos. Em 1890, a empresa inglesa A. White Crookston adquiriu a concessão e reiniciou a actividade mineira. Com esta reactivação foi construída a barragem de Pêro Cuco nos montes circundantes a Norte com a finalidade de abastecimento de água, o que também era necessário para a preservação da vida natural, fauna e flora. Entre 1905 e 1921, a actividade mineira continuou de forma irregular; estando a mina sob a direcção de Arthur C. Harris foram exportados concentrados de cobre, prata, ouro, chumbo e zinco. Esta actividade terminou numa altura em que era explorada pela empresa Caveira Limited.
Entretanto, em 1 de Setembro de 1898 a Gazeta dos Caminhos de Ferro noticiou que «o sr. marquez de Liveri, proprietario da mina da Serra da Caveira, requereu ao governo licença para construir e explorar um caminho de ferro de via reduzida que, partindo d'esta mina, vá ao rio Sado, perto do sitio da Pousada, servindo as villas de Grandola, Alcacer do Sal e outros pontos, para transporte de  mercadorias e passageiros». Quando se planeou o traçado da linha do Sado a partir de Setúbal, ponderou-se desde logo que a via férrea iria passar na área da Mina da Caveira. O lanço da Linha do Sado entre Lousal e Canal Caveira abriu à exploração em 20 de Setembro de 1916.
No artigo de 1901, Júlio Palmeirim mencionou que «A Grandola está reservado um esperançoso futuro com o desenvolvimento de trabalhos nas minas do concelho; a principal, de cobre, a oito kilómetros da villa, no monte da Caveira, da Serra dos Algares, ou de Grandola.». Porém, refere que os trabalhos feitos até então na mina «mais se podem chamar de explorações do que lavra, isto apesar de haver razões para considerar a mina bastante rica, e de mais facil exploração do que a de S. Domingos; não se podendo ainda avaliar bem a percentagem de minerio, por isso que é variavel de um para outro jazigo. Parece que agora os trabalhos vão entrar num periodo de actividade, sob a direcção de um engenheiro inglez, pensando-se na construção de um tramway até ao Sado.».
Numa conferência organizada em 1 de Junho de 1904, o engenheiro Manuel Roldan apresentou a sua conferência Riqueza Mineira de Portugal em Lisboa, onde descreveu o jazigo da Caveira como sendo parte de uma grande faixa na região Sul do país, onde se encontravam grandes depósitos de pirita-cuprosa, sendo o de Grândola o mais setentrional, em contraste com o de São Domingos, que se encontrava no limite meridional, em território português.

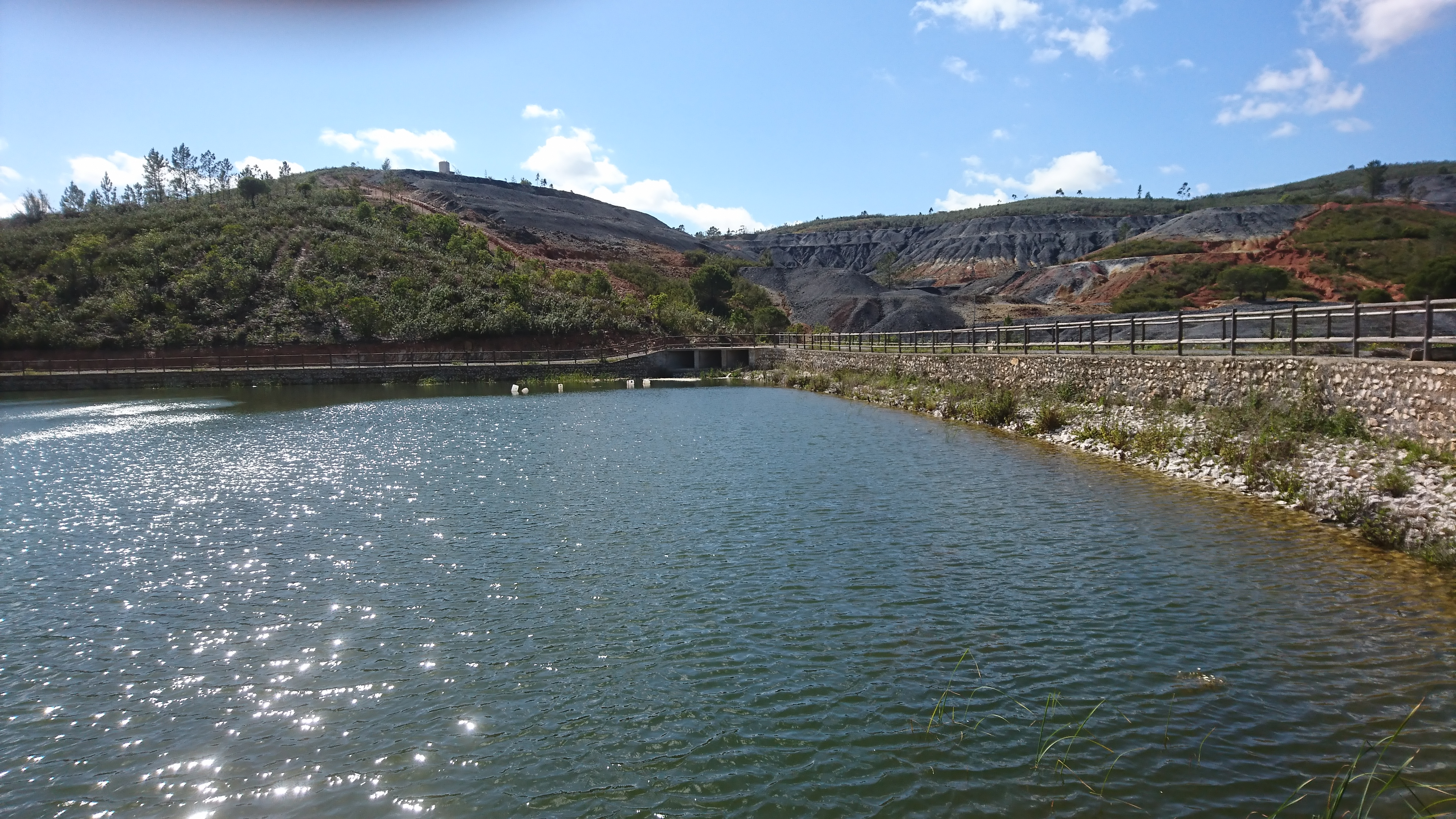
Açude das Minas da Caveira

As Minas da Caveira consistem em três depósitos separados por massas de material estéril, o que levou a concentrar os esforços na exploração subterrânea. Em 1936 surge a Empresa Exploradora de Minas, ligada ao grupo SAPEC, a propor-se reactivar a mina mediante concessões por parte do governo no domínio dos transportes. Deu-se então início à exploração destas minas para a produção de enxofre e ácido sulfúrico, a qual viria a cessar na década de 1970.

## Vida e Cultura
Aos mineiros poucas oportunidades eram oferecidas, que lhes permitissem uma vivência após finalizado o seu trabalho quotidiano. Para além dos edifícios das oficinas, dos armazéns de equipamentos, comestíveis e de administração, eram de igual forma imprescindíveis as casas da malta e os quartéis, estas as designações para o conjunto habitacional destinado aos trabalhadores. Nas Minas da Caveira existem também várias ruínas que demonstram a existência no passado de uma capela, uma prisão, uma casa de explosivos, uma escola e uma cantina / sala de convívio. Parte dos edifícios descritos foram reconstruídos após a aquisição das Minas da Caveira pela empresa portuguesa Alcaxua no ano de 2013.
A actividade mineira criou uma identidade comunitária que se exprimia nas festividades locais. Em 1909, o administrador de Grândola informava o Governador Civil:
«Nos dias 18 e 19 do corrente [mês de Maio] realizaram-se na mina da Serra da Caveira, deste concelho, os importantes festejos anuais. Tem a mina uma população de duas mil almas e a festa chama ali enorme concorrência deste concelho e dos vizinhos, bem como da próxima mina do Lousal. [...] Têm os aludidos festejos excepcional importância já pela grande aglomeração de gente, já porque neles predomina o elemento mineiro. [...] as minas acolhem grande número de indivíduos de mau comportamento [...]. Por ligeiros motivos originam-se rixas sangrentas a que não posso pôr termo, tanto mais que muitos dos mineiros estão armados».
Uma notícia publicada em 12 de Setembro de 1909 no jornal O Povo Algarvio refere um assassínio nas minas da Caveira: «Por se desconfiar ser o auctor do celebre crime da rua dos Alamos, foi preso em Quarteira, Sebastião José, mais conhecido por Sebastião Rosa Crespo. O habil agente Patricio esteve aqui a ver se alguma coisa apurava, não adquirindo provas positivas da sua culpabilidade no mysterioso crime. No entanto sabe-se que elle roubou o espolio d' um trabalhador assassinado na Mina da Caveira (Grandola), e julga-se que também esteja implicado n’esse assassinato.».
O lugar de Minas da Caveira foi enriquecido com vários edifícios actualmente de valor cultural não qualificado, incluindo o 'Palácio' datado de 1890 (a mansão de estilo inglês-colonial que albergava os proprietários das Minas da Caveira; registo predial 1936), a residência do director (completamente em ruínas após o grande incêndio no ano de 2003) e a casa do engenheiro, que passou a chamar-se Villa Mastim e cuja concepção é atribuída ao célebre arquitecto Raul Lino da Silva (1879-1974) devido às particularidades da sua arquitectura.

## Meio Ambiente

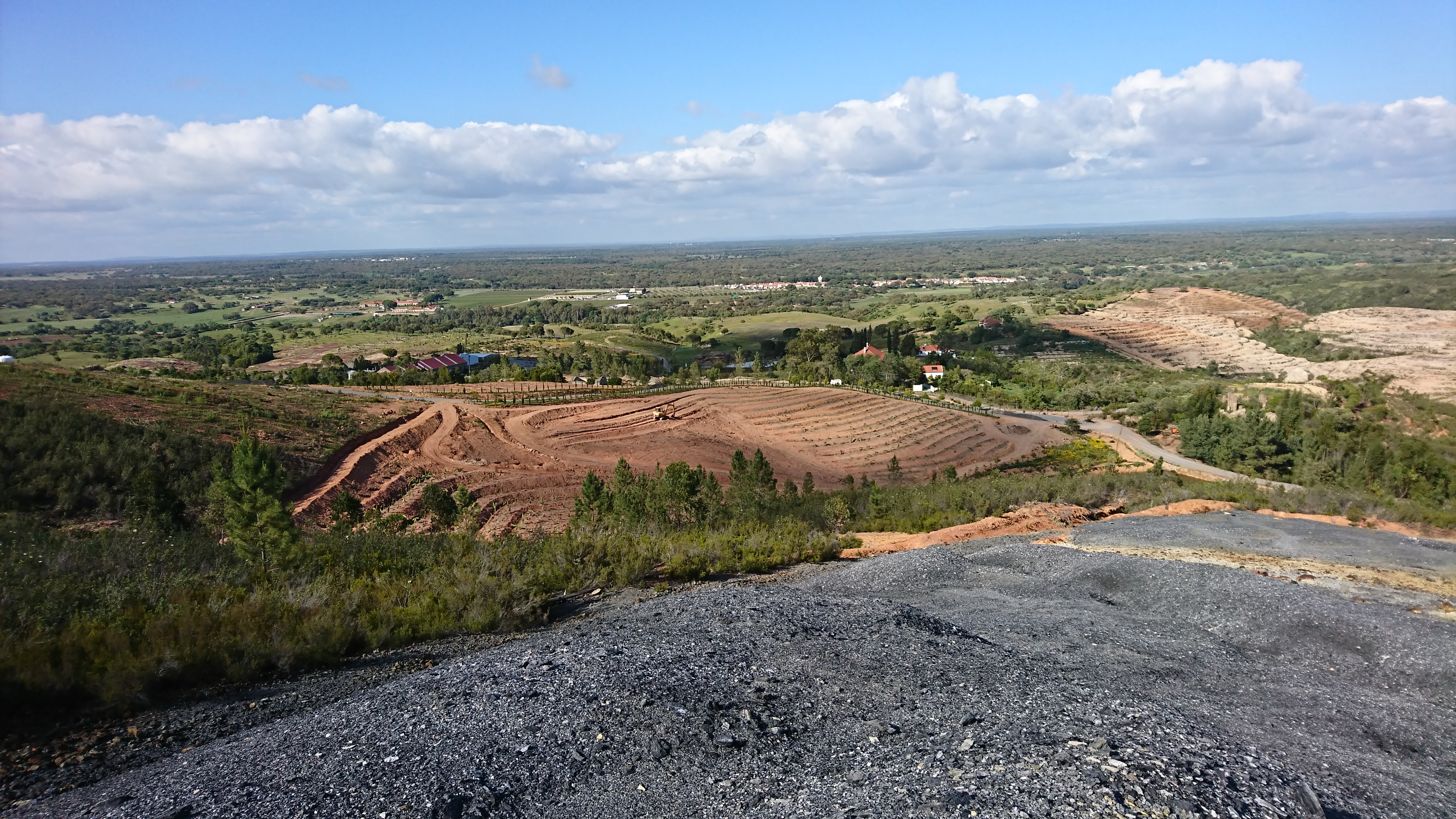
Desenvolvimento agrário e florestal das Minas da Caveira

Os operadores das Minas da Caveira em declínio na década de 1950 deixaram este espaço sem realizar a sua recuperação. A situação da poluição era desconhecida e preocupante. Os resíduos depositados na escombreira principal podem ser vistos de uma grande distância e são estimados em vários milhares de toneladas. Eles contêm um elevado teor em enxofre, mas também quantidades consideráveis de cobre, prata e ouro. Cristais de enxofre ainda são visíveis em alguns lugares hoje. Quando chove muito, o enxofre chega ao rio Sado através da Ribeira de Grândola, mas os restantes montantes não têm hoje significado ambiental:
“A configuração local não dispersiva da rede de drenagem em torno de Caveira não parece constituir uma das principais razões limitadoras da dispersão dos metais. Com efeito, o transporte fluvial de sedimentos metalíferos deveria originar uma anomalia com pico na mina e uma cauda relativamente extensa para a Ribeira de Grândola, que não se observa.”
Com o início de novas actividades no Lugar Minas da Caveira no ano de 2013, pode ser observada uma recuperação significativa do meio ambiente, em parte devido à criação de novos recursos hídricos (o Açude das Minas da Caveira com 18000 m2 de superfície e 55.000 m3 de capacidade) e de zonas húmidas, por outro lado através de reflorestação com espécies diversas (canforeiras, dragoeiros, robinias e fruteiras).
Em 19 de Maio de 2024, o jornal Público denunciou a presença de valores muito elevados de arsénio, cobre, chumbo e mercúrio nos sedimentos mineiros, substâncias consideradas muito tóxicas para o ambiente e para os humanos.